# ديسفريه
ديسفريه (بالفرنسية: Desvres)‏ هي بلدية تقع في إقليم باد كاليه من منطقة نور با دو كاليه في شمال فرنسا. تبلغ مساحة هذه المدينة 9.42 (كم²)، وترتفع عن سطح البحر م، يبلغ عدد سكانها 5056 نسمة حسب إحصاء المعهد الوطني للإحصاء والدراسات الاقتصادية سنة 2009 م. وترأس Gérard Pécron البلدية خلال فترة (2008-2014).

## أعلام
- هنري كورنيه